# Polyphrix cristatus
Polyphrix cristatus är en stekelart som beskrevs av Nogueira och Aguiar 2005. Polyphrix cristatus ingår i släktet Polyphrix och familjen brokparasitsteklar. Inga underarter finns listade i Catalogue of Life.